# 唐巴西利乌
唐巴西利乌（葡萄牙語：Dom Basílio）是巴西巴伊亚州的一个市镇。总面积653.03平方公里，总人口11079人，人口密度17人/平方公里。